# Berkhof
Berkhof è una frazione (Ortsteil) del comune di Wedemark, nel land della Bassa Sassonia, in Germania.

## Storia
Già comune autonomo nel circondario di Burgdorf, fu soppresso e incorporato a Wedemark il 1º marzo 1974.